# Congregación Israelita Paulista
La Congregación Israelita Paulista (en portugués: Congregação Israelita Paulista) se encuentra en São Paulo, Brasil. Se trata de la sinagoga más grande de América Latina, sirviendo a más de 1500 personas. Fue fundada en 1936 por un grupo de refugiados de la Alemania nazi, como una sinagoga reformista, pero también tiene vínculos con el movimiento conservador.
El rabino de la congregación sigue los movimientos liberales del judaísmo.